# Кашкар, Геннадий Александрович
Геннадий Александрович Кашкар (бел. Генадзь Аляксандравіч Кашкар; 20 октября 1975) — белорусский футболист, полузащитник. Выступал за сборную Беларуси.

## Биография

### Клубная карьера
На профессиональном уровне дебютировал в 1992 году в клубе высшей белорусской лиги «Ведрич», в котором выступал до 1996 года и провёл более 100 матчей. В 1997 и 1998 годах выступал за другие клубы высшей лиги «Динамо-93» и витебский «Локомотив-96». В 1999 перешёл в клуб чемпионата России «Жемчужина-Сочи», однако за основной состав команды не провёл ни одного матча, лишь трижды появившись на поле за фарм-клуб «Жемчужины» в третьей лиге. Летом того же года вернулся в Беларусь, где подписал контракт с клубом «Белшина». В 2001 году, в чемпионском для «Белшины» сезоне провёл лишь один матч за основной состав, в основном выступая в чемпионате дублёров. Последние два года провёл в клубах Первой лиги «Гранит», «Сморгонь» и «Торпедо-Кадино». По окончании сезона 2003 завершил игровую карьеру.
Всего за карьеру сыграл 181 матч и забил 5 голов в высшей лиге Беларуси.

### Карьера в сборной
Дебютировал за сборную Беларуси 5 августа 1997 года в товарищеском матче со сборной Израиля, в котором вышел на поле в стартовом составе и был заменён на 58-й минуте. Вновь был вызван в сборную в июне 1998 на товарищеский матч со сборной Литвы, в котором появился на замену на 42-й минуте вместо Сергея Ясковича.

## Достижения
«Локомотив-96»
- Обладатель Кубка Беларуси: 1997/1998

 «Белшина»
- Чемпион Беларуси: 2001
- Обладатель Кубка Беларуси: 1998/1999, 2000/2001

## Личная жизнь
Сын Илья (р. 1996) также занимался футболом, однако выйти на профессиональный уровень не смог.